# West Millgrove
West Millgrove – wieś w Stanach Zjednoczonych, w stanie Ohio, w hrabstwie Wood.